# Cele șapte vârfuri
Cele șapte vârfuri reprezintă grupul celor șapte vârfuri montane, care sunt, fiecare din ele în parte cel mai mai înalt vârf al continentului în care se găsește vârful. De fapt, cele 7 vârfuri au devenit 9 vârfuri dacă se iau următoarele fapte în considerare:
- Australia este considerat a fi un continent separat, neaparținând Oceaniei,
- Vârful Elbrus al Munților Caucaz se află la limita dintre Europa și Asia.

Prezenta pagină este de fapt o listă a acestora. Tabelul de mai jos prezintă toate aceste 9 vârfuri, atât cele care sunt de necontestat cât și cele contestate, ordonate în ordinea descrescătoare a înălțimii lor.
| Vârf                    | Țară                           | Continent                                                   | Înălțime | Prima ascensiune | Autor / Autori / Grup                                       |
| ----------------------- | ------------------------------ | ----------------------------------------------------------- | -------- | ---------------- | ----------------------------------------------------------- |
| Everest (Chomolungma)   | Nepal                          | Asia                                                        | 8.852 m  | 29 mai 1953      | Edmund Hillary și Tenzing Norgay                            |
| Aconcagua               | Argentina                      | America de Sud și America                                   | 6.952 m  | 1897             | Matthias Zurbriggen                                         |
| Denali / McKinley       | Alaska, SUA                    | America de Nord                                             | 6.194 m  | 7 iunie 1913     | Hudson Stuck, Harry Karstens, Walter Harper și Robert Tatum |
| Kilimanjaro             | Tanzania                       | Africa                                                      | 5.895 m  | 1889             | Hans Meyer, Ludwig Purtscheller și Johannes Kinyala Lauwo   |
| Elbrus                  | Rusia                          | Europa / Asia                                               | 5.642 m  | 22 iulie 1829    | Khilal Khachirov - Karachay                                 |
| Masivul Vinson          | -- (Chile pretinde posesia sa) | Antarctica                                                  | 4.897 m  | 1966             | Nicholas Clinch și grupul său                               |
| Puncak Jaya (Carstensz) | Indonezia                      | Oceania / platforma continentală a Australiei (Australasia) | 4.884 m  | 1962             | Heinrich Harrer și alți trei                                |
| Mont Blanc              | Franța                         | Europa                                                      | 4.810 m  | 1966             | Nicholas Clinch și grupul său                               |
| Kosciuszko              | Australia                      | Australia (teritoriul continental)                          | 2.228 m  | 1840             | Paweł Edmund Strzelecki                                     |

## Galerie

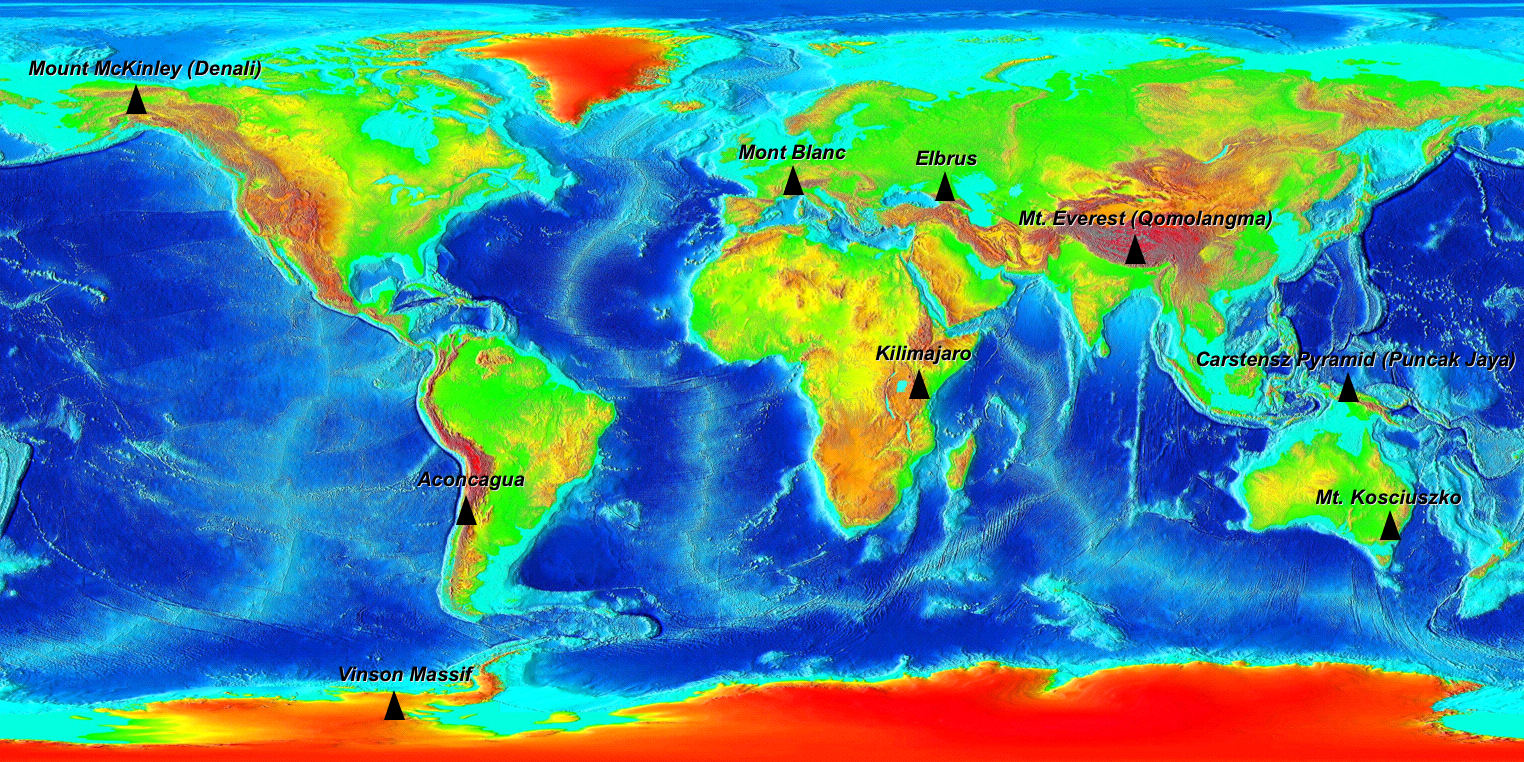
Amplasarea celor mai înalte vârfuri montane ale fiecărui continent
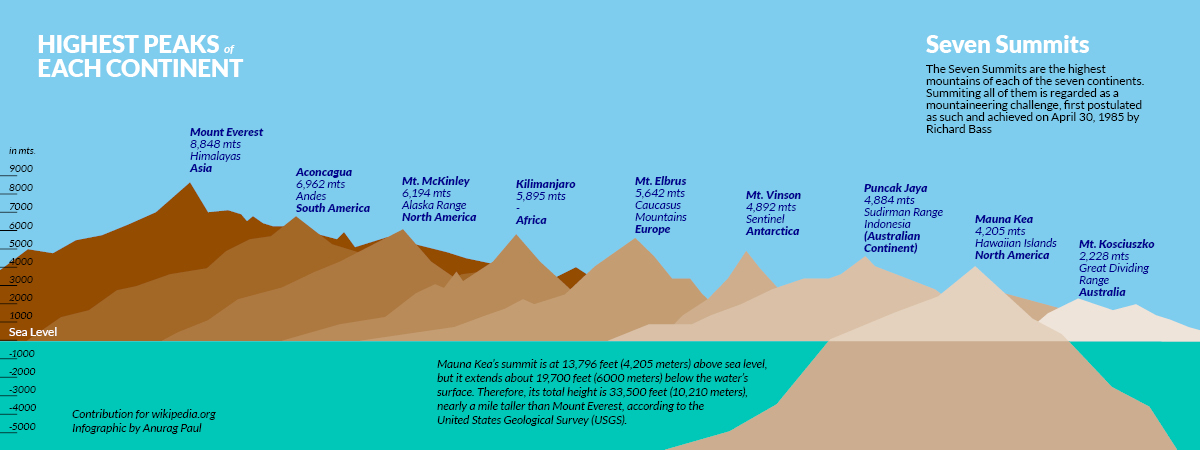
Ierarhia celor mai înalte vârfuri montane ale fiecărui continent